# Qingcheng (Qingyang)
Der Kreis Qingcheng (chinesisch 庆城县, Pinyin Qìngchéng Xiàn) ist ein Kreis der bezirksfreien Stadt Qingyang in der chinesischen Provinz Gansu. Er hat eine Fläche von 2.692 km² und zählt 269.900 Einwohner (Stand: Ende 2018). Sein Hauptort ist die Großgemeinde Qingcheng (庆城镇).